# St. Maria Rosenkranzkönigin (Neukirch)

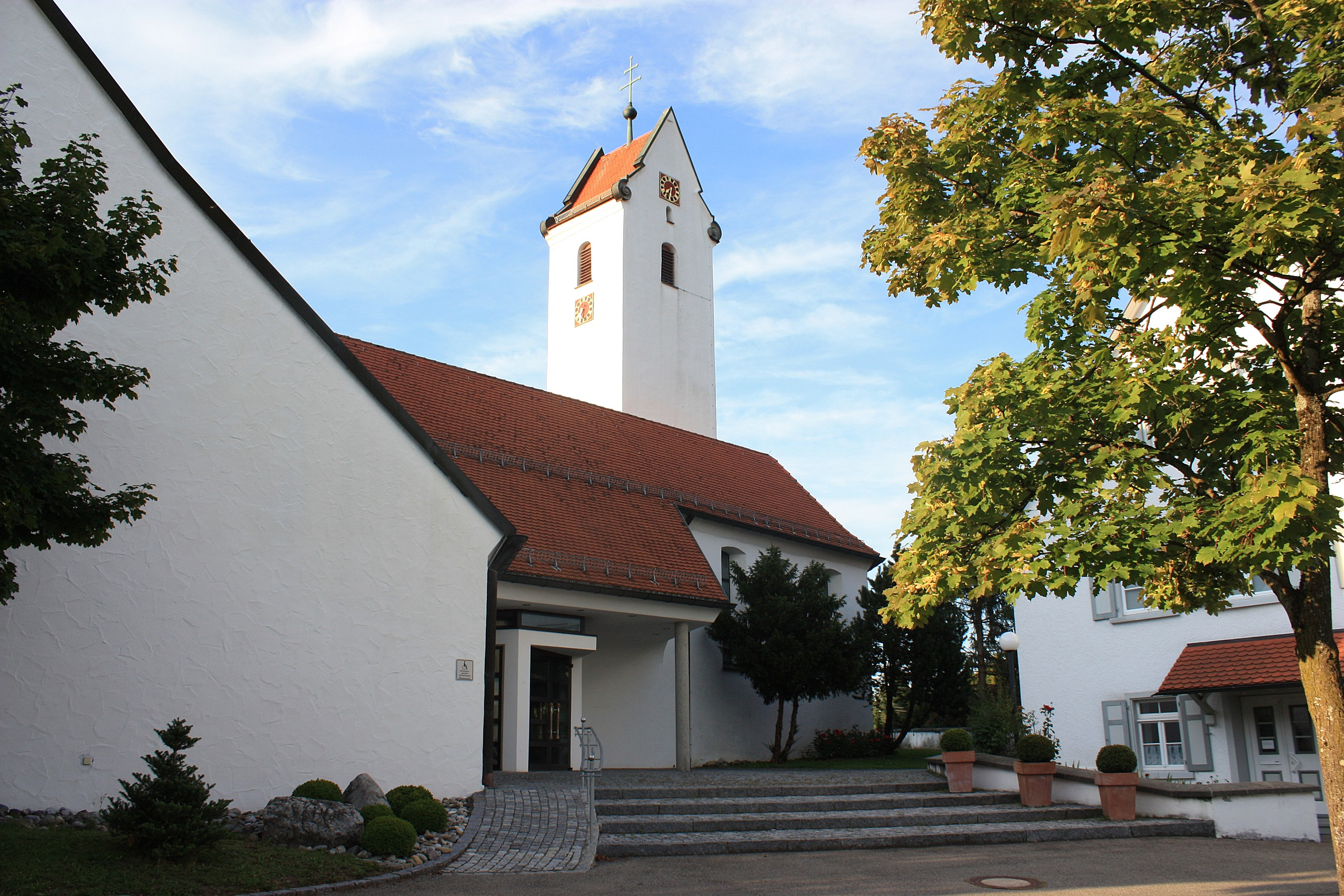
St. Maria Rosenkranzkönigin in Neukirch

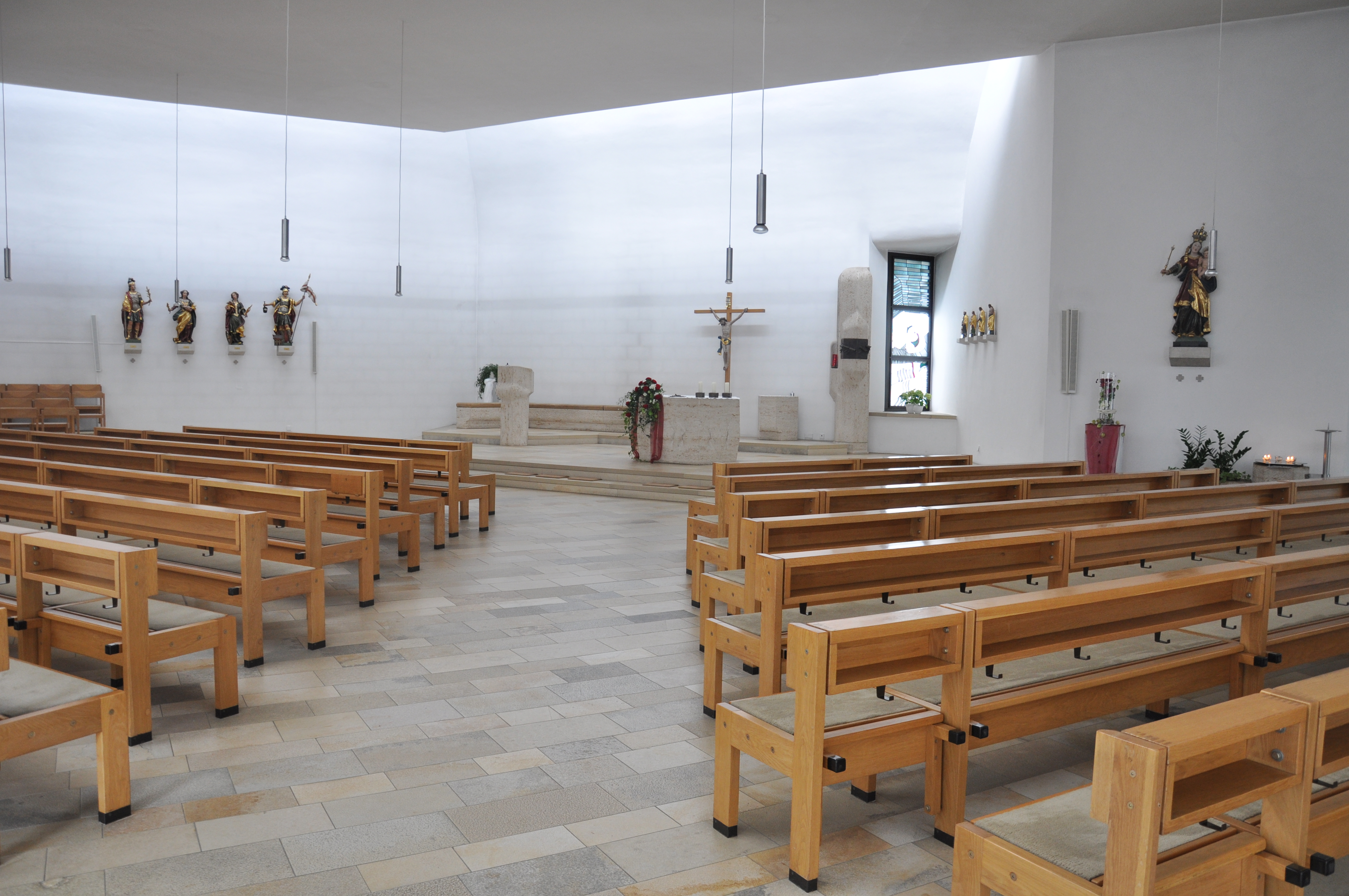
Innenansicht

Die römisch-katholische Pfarrkirche St. Maria Rosenkranzkönigin steht in Neukirch, einer Gemeinde im Bodenseekreis in Baden-Württemberg. Die Kirchengemeinde gehört zum Dekanat Friedrichshafen der Diözese Rottenburg-Stuttgart. Das Bauwerk ist beim Landesamt für Denkmalpflege Baden-Württemberg als Baudenkmal eingetragen.

## Beschreibung
Von der mittelalterlichen Saalkirche blieben nur der dreiseitig geschlossene Chor, der im Innenraum mit einem Tonnengewölbe überspannt ist, und der Chorflankenturm an seiner Nordwand erhalten, der quer mit einem Satteldach bedeckt ist. Sein oberstes Geschoss beherbergt hinter den Klangarkaden den Glockenstuhl. Die Zifferblätter der Turmuhr befinden sich im Giebel bzw. unterhalb der Klangarkaden. Anstelle des Langhauses wurde 1978 ein moderner Neubau errichtet. Die Orgel wurde 1999 als Opus 38 von Josef Maier gebaut.